# Великое наводнение на Миссисипи (1927)

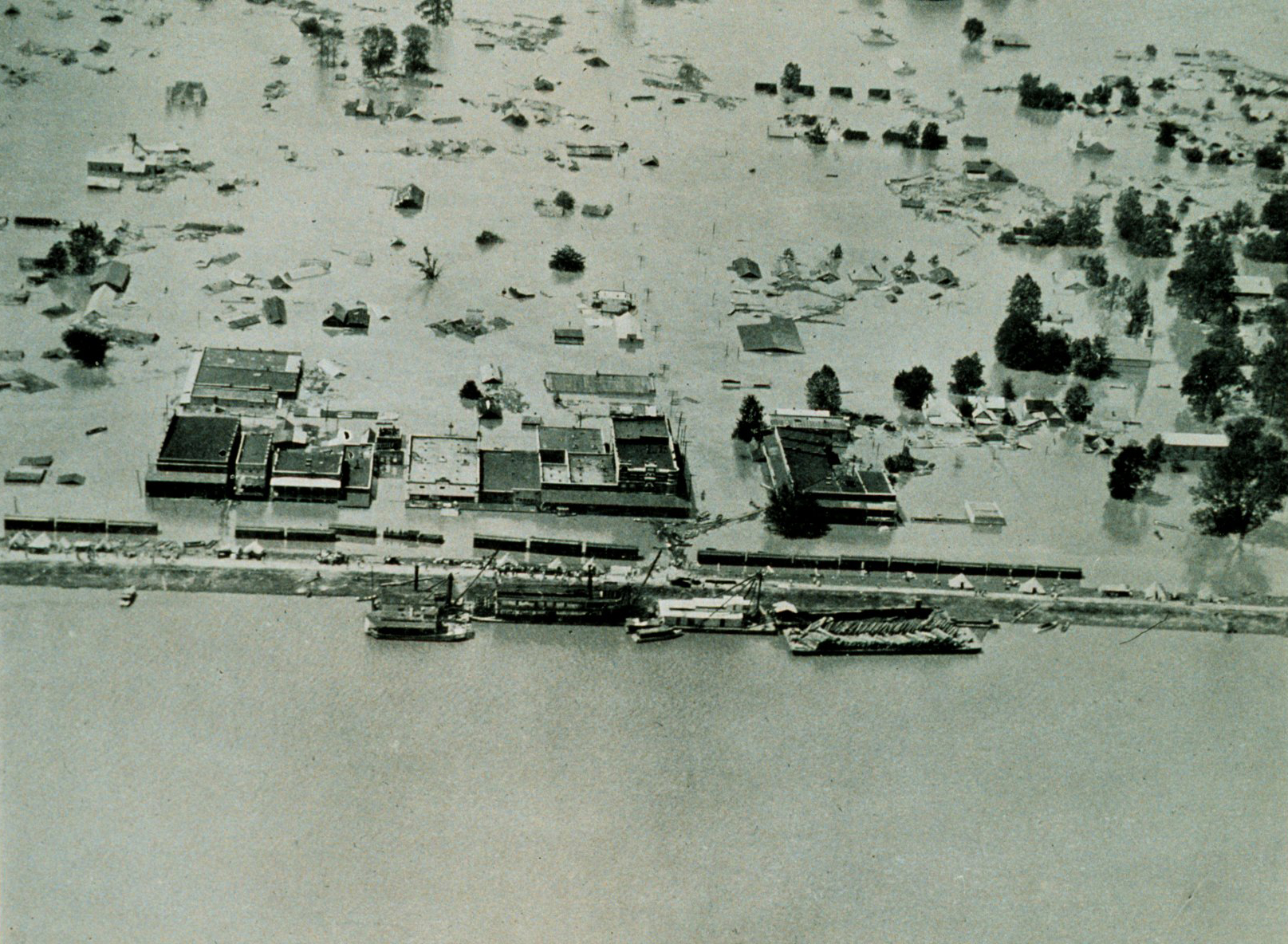
Наводнение 1927 года в Арканзасе

Великое наводнение на Миссисипи 1927 года (англ. Great Mississippi Flood of 1927) — одно из самых разрушительных наводнений в истории США, затронувшее территорию 10 штатов на Юге и Среднем Западе страны. По некоторым параметрам с ним сравнилось только наводнение на Миссисипи 1993 года, а по степени разрушительности — ураган «Катрина» 2005 года.

## Ход событий
Наводнение началось ещё летом 1926 года в результате ливней, обрушившихся на центральную часть бассейна Миссисипи. К сентябрю притоки Миссисипи в штатах Канзас и Айова были уже близки к тому, чтобы выйти из берегов. 1 января 1927 года уровень реки Камберленд достиг вершины дамбы — 17 метров (56,2 фута).
Во время ливня 15 апреля 1927 года за 18 часов выпало 380 мм осадков. Река вышла из берегов, и поток воды, вдвое превышающий объём сброса Ниагарского водопада, снёс дамбу возле Гринвилла. Миссисипи разрушила линию дамб в 145 местах и затопила территорию в 70000 км² (27000 кв. миль), область в 50 миль шириной и более 100 миль длиной. Глубина затопления местами доходила до 10 м (30 футов). К маю 1927 года ширина Миссисипи возле города Мемфиса составляла 97 км (60 миль). Всего наводнением были охвачены 10 штатов — Арканзас, Иллинойс, Кентукки, Луизиана, Миссисипи, Миссури, Теннесси, Техас, Оклахома, Канзас. Наиболее пострадал Арканзас, 14 % территории которого были затоплены.
Поскольку наводнение приближалось к Новому Орлеану, решено было взорвать дамбу в стороне от города, чтобы снизить разрушительную силу потока. С помощью 30 тонн динамита была взорвана дамба у местечка Карнарвон и выпущен поток 7000 м³/с. Это помогло уберечь Новый Орлеан от серьёзных повреждений, однако затопило другие территории. К тому же, как оказалось впоследствии, взрыв этой дамбы был необязателен, так как выше по течению наводнение само разрушило несколько дамб и опасность для Нового Орлеана была уже не так велика.
К августу 1927 года вода пошла на убыль. Во время наводнения 700 тыс. чел. остались без крова, в том числе 330 тыс. негров, которых разместили в 154 палаточных лагерях. Эвакуированных из окрестностей Гринвилла разместили на вершине гринвиллской дамбы (шириной 8 футов и длиной около 5 миль), откуда затем на лодках перевозили белое население, оставив чернокожих голодать в течение нескольких дней. В результате наводнения погибло 246 человек в семи штатах. Ущерб от бедствия составил 400 млн долларов.

## Причины
Существует мнение, что Великое наводнение произошло из-за попыток человека управлять рекой. Американский биолог Роб Данн указывает, что реки по природе своей должны петлять, выходить из берегов, прокладывать новые русла. Реки с их
извивами не приспособлены к тому, чтобы на берегах возводили дома, а тем более города. Реки не подходили и не подходят для строительства крупных портов. На протяжении миллионов лет Миссисипи каждый год выходила из берегов, затапливая окружающие равнины. Так, рельеф Луизианы — это результат древних процессов изменения реки : штат находится в устье, через которое отводятся воды с целого континента. Дан указывает, что индейцы, жившие вдоль Миссисипи, соотносили с циклами реки периоды земледелия, собирательства, а также ритуалы и строили поселения достаточно высоко, чтобы избежать затопления.

## Социальные и политические последствия
После наводнения инженерными войсками США была построена самая длинная в мире система дамб. Были также вырыты каналы для отведения избыточных масс воды из русла Миссисипи.
Наводнение дало дополнительный импульс Большому переселению афроамериканского населения с Юга США в города на севере страны (начавшемуся в 1910-х гг.). После наводнения межрасовые отношения на юге оставались напряжёнными, несколько месяцев люди оставались без крова. Десятки тысяч людей переселились в города (в частности, Чикаго), позже за ними последовали другие.
События, связанные с наводнением, способствовали карьерному росту министра торговли Герберта Гувера, отвечавшему за ликвидацию последствий катастрофы, и вывело его в число национальных лидеров. На волне этих событий Хьюи Лонг стал губернатором штата Луизиана. Впрочем, для Гувера наводнение сыграло неоднозначную роль: он не допустил обсуждения в прессе ужасающего положения в палаточных городках, взамен пообещав в случае своего президентства реформы, благоприятные для чёрных. Однако впоследствии он не сдержал обещания, и афроамериканцы на следующих выборах поддержали демократов и кандидатуру Франклина Рузвельта.

## Отражение в культуре
Наводнение нашло отражение в литературе и музыке, в том числе народной. Многие блюзмены сочинили песни о наводнении, среди них Чарли Паттон, Бесси Смит, Барбекью Боб. Песня Канзас Джо Маккоя и Мемфис Минни под названием When the Levee Breaks (Когда разрушится дамба) стала особенно популярна в интерпретации группы Led Zeppelin в альбоме 1971 года Led Zeppelin IV. Среди других известных песен на данную тему — Louisiana 1927 Рэнди Ньюмана.
В романе Уильяма Фолкнера «Дикие пальмы» наводнение подробно описывается глазами заключённого Парчманской тюрьмы, вынужденного провести несколько дней на лодке посреди разлившейся воды, пытаясь добраться до суши.